# Térey Gábor
Térey Gábor (Dárda, Baranya vármegye, 1864. február 9. – Baden bei Wien, 1927. április 23.) bölcseleti doktor, művészettörténész, a Szépművészeti Múzeum egyik igazgatója.

## Életpályája
Térey Pál 1848-49-es honvéd-őrnagy és Norton Mária fia. Tanulmányait Bázelben végezte, mint J. Burckhardt növendéke, majd 1894 és 1896 között a freiburgi egyetemen volt magántanár. Hazatérését követően az Országos Képtár, 1904-tól 1926-ig pedig a Szépművészeti Múzeum Régi Képtárának volt a vezetője. Ő hozta létre a Szépművészeti Múzeum grafikai gyűjteményét, és dolgozta fel annak régi festmény- és rajzanyagát.
Számos festőművészeti cikket írt a Pester Lloydba (1898-tól), a Művészvilágba (1899), Műcsarnokba (1900), Magyar Iparművészetbe (1901), a Vasárnapi Ujságba (1905. Szinyei-Merse Pál, 1907. Bogdány Jakab, magyar festő II. Rákóczy Ferencz idejéből). 
Második feleségét, az utóbb Térey Edit néven Magyarországon is ismertté vált német Edith Müllert 1898-ban vette el, közös gyermekük Térey Bennó később az Amerikai Egyesült Államokban építészként futott be.

## Munkái
- Cardinal Albrecht von Brandenburg und das Hallische Heiligthumsbuch von 1520. Eine Kunsthistorische Studie. Strassburg, 1892.
- Verzeichniss der Gemälde von Hans Baldung gen. Grien. Uo. 1894. (Studien zur deutschen Kunstgeschichte l. 1.)
- Die Gemälde des Hans Baldung in Lichtdruck. Nachbildungen nach den Oríginalen. Uo. 1894., 1897. Két kötet.
- Die Handzeichnungen des Hans Baldung, gen. Grien. Uo. 1895-96.
- Liehtdrucke aus der Anstalt das Hofphotographen J. Kraemer aus Khel. 3. kötet.
- Velasquez-kiállítás. Országos képtár. (1900. Névtelenül.)
- Dürer. Grafikai kiállítás. Országos képtár. Bpest, 1900.
- Az országos képtár metszetgyűjteményének betűsoros katalogusa. I-III. Uo. 1900. (Ism. Iparművészet. Franciául. Uo. 1900. Névtelenül.).
- A festőművészet remekei. Régi mesterek leghíresebb alkotásainak gyűjteménye színes másolatokban. Budapest, 1902. I. rész. 20 tábla.
- Modern festők eredeti színekben és magyarázó szöveggel. Uo. 1904-től. Évenként egy kötet 72 képet tartalmaz. Magyar és idegen művészek. (Ism. Vasárnapi Ujság 1904. 36., 1908. 23. sz. sat.).
- A szépművészeti múzeum régi képtárának leíró lajstroma. I. Régi mesterek. Uo. 1906. Fénynyom. képekkel (Franciául. Uo. 1906. Online)
- Rembrandt eredeti kézrajzainak és rézkarczainak kiállítása. Uo. 1908. (Országos magyar szépművészeti Múzeum.)